# Mopp

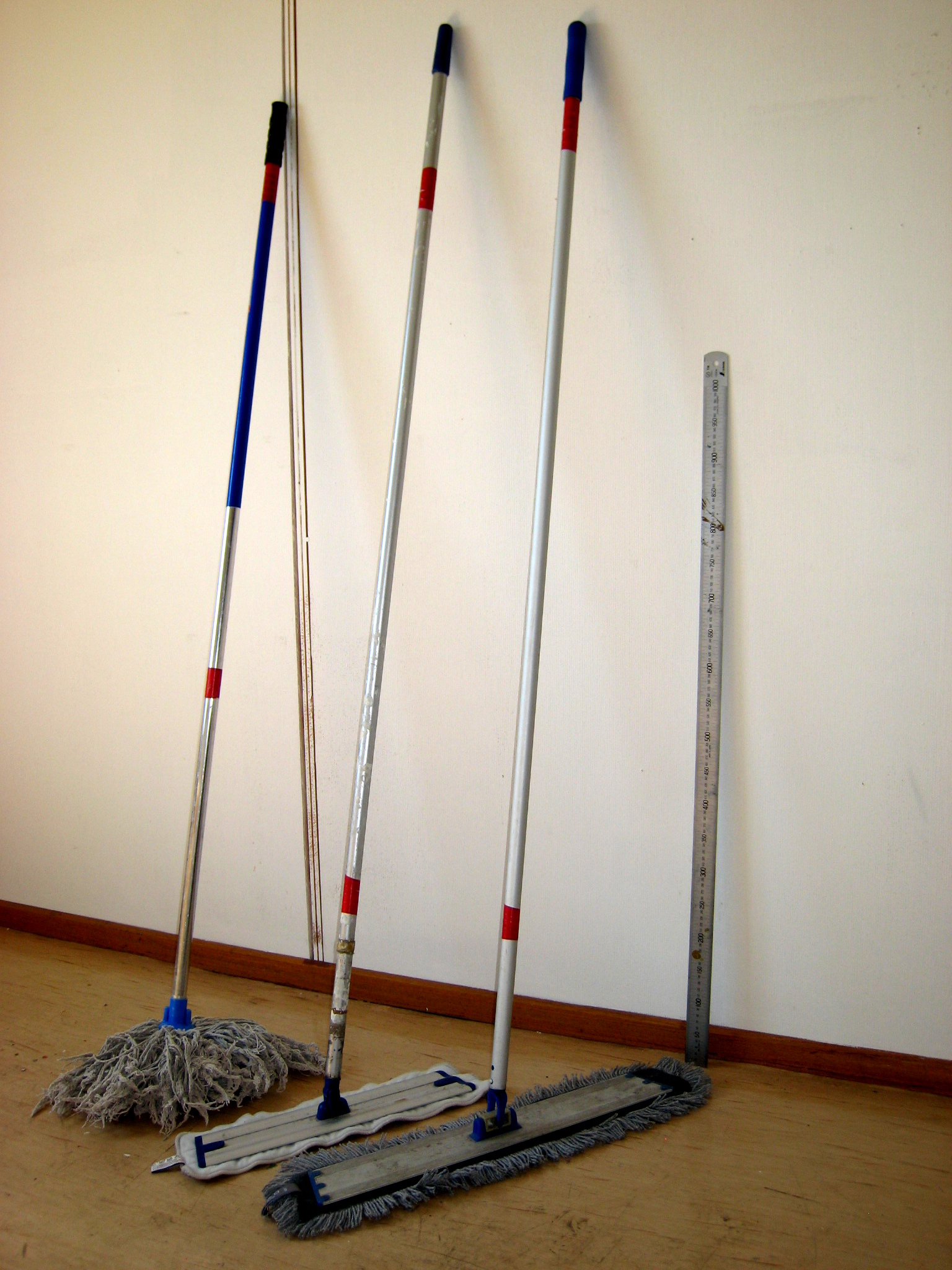
Tre olika typer av moppar.

Mopp eller golvmopp är ett städredskap som man rengör golv med. Den består av en trasa, ca 15 cm bred, ofta med ludd på undersidan. Moppen fästs vid ett moppstativ, oftast med hjälp av kardborre, förr med metallbyglar. Moppstativet är i sin tur fäst vid ett skaft, vilket är reglerbart i längd, så att samma redskap kan användas av både långa och korta, och så att man får en ergonomisk arbetsställning vid till exempel trappstädning.
Moppar tillverkas ofta av mikrofiber, vilket gör att smutsinsamlingsförmågan höjts väsentligt jämfört med de bomullsmoppar man använde förr. Ännu tidigare användes ofta fårskinn med långull.
En mopp kan användas antingen torr, för att samla ihop skräp och damm på hårda golv, lätt fuktad, för att microfibrerna ska suga åt sig smutsen bättre, eller impregnerad med något golvvårdsmedel. Inom modern trappstädning används ett flertal mopptrasor som fuktas med en dänkflaska och byts ut regelbundet så att smutsen inte sprids.
Moppar levereras oftast i längderna 60, 40 resp 30 cm. Det finns även moppar som sätts på en moppmoped för moppning av stora golvytor, som avgångshallar på flygplatser till exempel. De kan vara 130 cm långa.

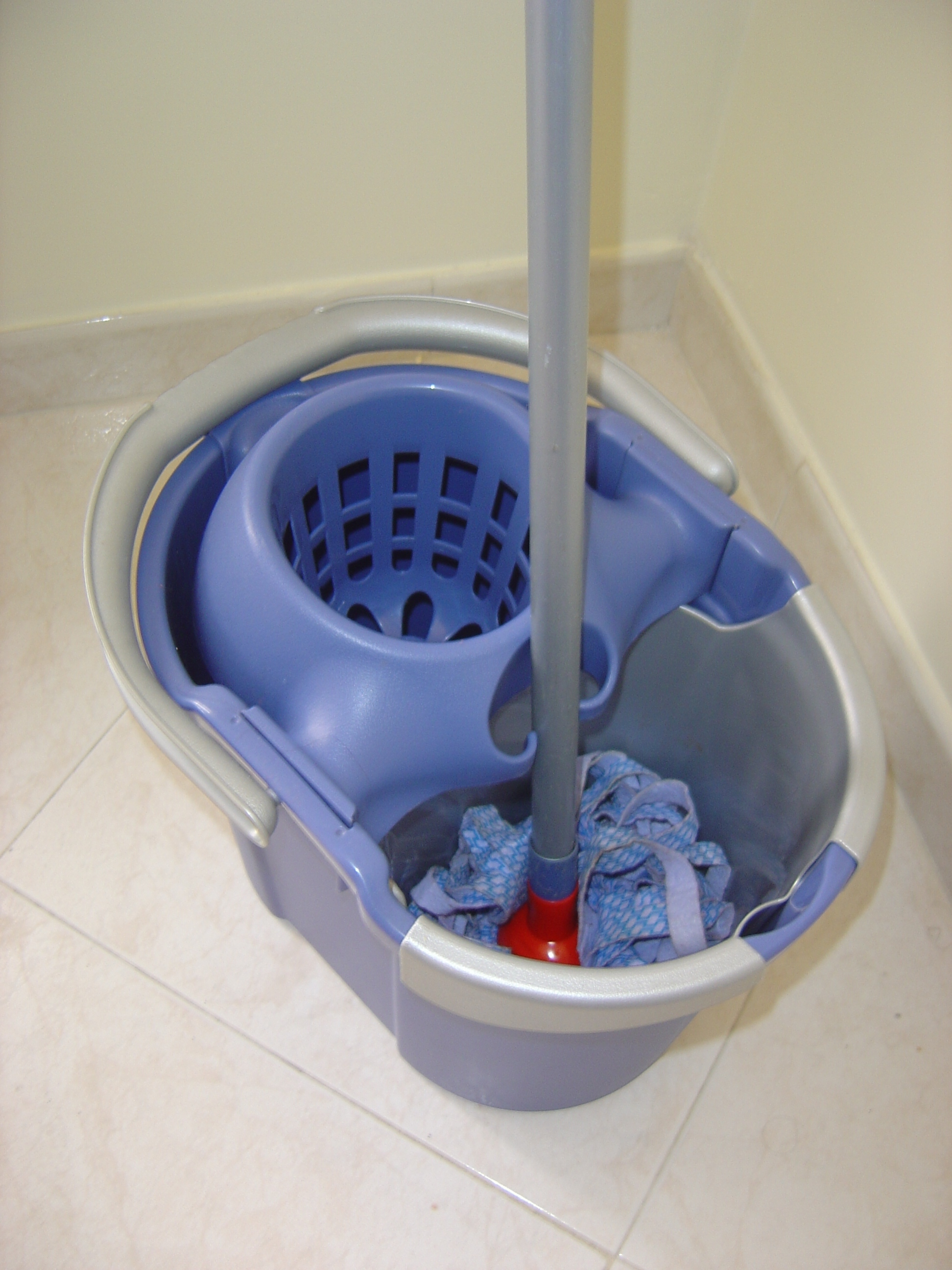
Svabb i en hink med urvridare.

Svabb är en mopp med kabelgarn istället för trasa. Den används vanligen i kombination med en hink, urvridare och vatten. Svabbhållare är den anordning som kan användas för att transportera städutrustning, oftast en svabb. År 1837 tog Jacob Howe patent på denna uppfinning. Urvridare är den del av svabbhållare som man använder för att vrida ut vattnet ur svabben. Ursprungligen kallades svabb för svabel och användes främst vid rengöring på fartyg; man "svabbade däck".